# Råbock
Denna artikel beskriver en fartygstyp. För rådjurshane, se Rådjur

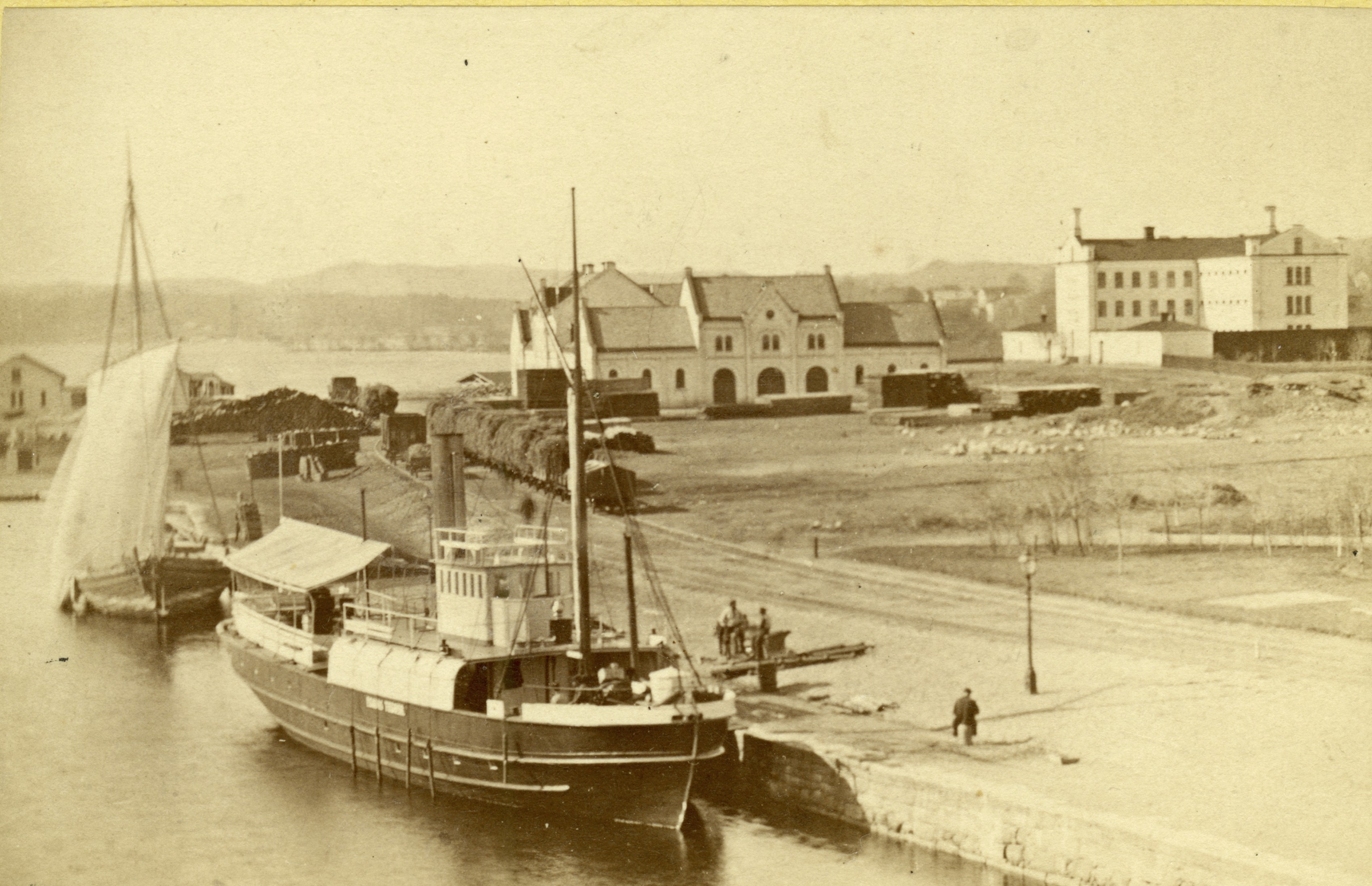
S/S Esaias Tegnér och oidenfierad råbock vid kaj i Munksjön i Jönköping, 1860-talet.

Råbock är en fartygstyp som användes för att frakta malm och kalksten på Vättern från mitten av 1700-talet till 1870-talet. Namnet råbock härleder sig från seglets utformning. De kallades också för hargepesar eller kalkjöddar.
Liknande "bockar" fanns även i Vänern, där de kallas älvbåtar.
Lerbäcks bergslag vid Vätterns norra ända var under 1600-, 1700- och 1800-talen sammanlänkat med Tabergs bergslag söder om Jönköping. I kalkbrott i Harge i Hammars socken bröts kalksten, som skeppades av bönder från Harge till Jönköping på råbockar för masugnarna vid Taberg och kalkugnar i staden. Som returlast fördes järnmalm från Taberg till masugnarna vid Askersund, Igelbäcken och Granvik.
De klinkbyggda råbockarna byggdes lokalt i Harge och de fyrkantiga råseglen vävdes och syddes också lokalt. Fartygen var öppna med en kajuta i aktern. De var dåliga seglare på kryss, men fick god fart på läns.
De fyra sista Hargepesarna: Styrbjörn, Snäckan, Norden och Elgen förliste utanför ögruppen Stora Röknen den 28 november 1871 under vad som troligtvis var den svåraste storm som rasat på hela 1800-talet på Vättern. Tre fartyg förliste: in Elgen Styrbjörn och Norden. Elgen och Snäckan rustades upp först till jakter sedan till slupar och galeaser och fortsatte som fraktslutor. Norden ligger kvar på vrakplatsen, där det är utspritt över 75 omkring meters längd.